# Зайцев, Георгий Михайлович
Георгий Михайлович Зайцев (1895—1961) — Гвардии генерал-майор (1943), участник Первой мировой, Гражданской и Великой Отечественной войн. В 1943 году попал в немецкий плен, после войны вернулся в СССР и продолжил военную службу.

## Биография
Георгий Зайцев родился 23 апреля 1895 года в городе Орша в семье служащего. После окончания четырёхклассного училища он работал писарем в городской управе. В 1915 году Зайцев был призван на службу в царскую армию. Там он окончил школу прапорщиков, а затем в течение года занимал на фронте должность помощника командира роты. Получил тяжёлое ранение, долгое время лечился в госпитале в Орше. После выздоровления в течение полутора лет Зайцев работал налоговым инспектором.
2 октября 1918 года Зайцев добровольно вступил в Рабоче-Крестьянскую Красную Армию. В 1919—1921 годах он принимал участие в Гражданской войне против белополяков и повстанцев-антоновцев на Тамбовщине, дослужился до должности командира стрелкового полка. После окончания Гражданской войны Зайцев в течение трёх лет служил командиром полка, а затем ещё три года — помощником начальника оперативного отдела штаба дивизии, впоследствии — корпуса. В 1929 году он окончил высшие командные курсы «Выстрел», а затем до 1937 года командовал стрелковым полком. 29 января 1936 года ему было присвоено звание полковника. В 1937—1939 годах Зайцев занимал должности заместителя командира дивизии и корпуса.
В 1939—1941 годах Зайцев был слушателем Военной академии Генерального штаба, а по её окончании занял должность начальника оперативного отдела штаба 21-й армии. В этой должности в июне — декабре 1941 года Зайцев принимал участие в боевых действиях против немецких войск на Западном, Центральном и Юго-Западном фронтах.
В декабре 1941 года он был назначен командиром 127-й стрелковой дивизии. Прокомандовав ей до августа 1942 года на Сталинградском фронте, Зайцев был переведён на должность командира 62-й стрелковой дивизии на Сталинградском, впоследствии на Донском и Воронежском фронтах. 19 января 1943 года ему было присвоено звание генерал-майора.
В марте 1943 года дивизия Зайцева в ходе отражения контратаки немецких войск к югу от Харькова прикрывала отход 3-й танковой армии за реку Северский Донец. В одном из ночных боёв Зайцев на наблюдательном пункте был ранен в ногу с переломом кости. После отхода частей дивизии, 16 марта 1943 года помощник Зайцева спрятал его в стоге сена, а 17 марта перенёс его в один из домов близлежащей деревни Терновое, а сам пошёл искать оставшихся в окружении бойцов, чтобы те помогли им вернуться к своим. Пока он отсутствовал, деревню заняли немецкие подразделения, которые захватили Зайцева в плен. Первоначально он содержался в госпиталях в Запорожье и Владимире-Волынском, а затем был вывезен в Германию. С августа 1943 года Зайцев находился в крепости Вайсенбург.
В начале мая 1945 года Зайцев был освобождён американскими войсками, после чего через советскую военную миссию по репатриации в Париже был переправлен в Москву. В конце декабря 1945 года после проверки в органах НКВД он был восстановлен в кадрах Красной Армии. В январе 1947 года Зайцев окончил курсы командиров дивизий при Военной академии имени Фрунзе, а в марте того же года стал начальником военной кафедры Московского института кинематографии. 12 августа 1955 года Зайцев вышел в отставку по болезни. Умер 13 января 1961 года в Москве.

## Награды
Награждён орденами Ленина (1946), тремя орденами Красного Знамени (1921, 1943, 1946, 1948) и орденом Суворова 2-й степени (1943).